# Nicolaas Jouwe

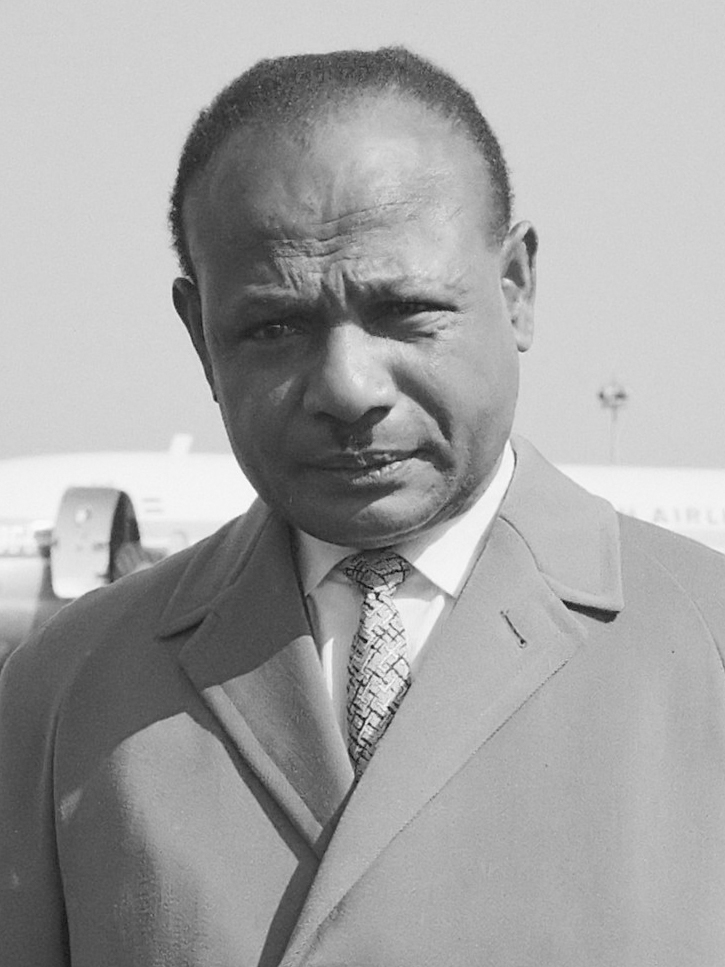
Nicolaas Jouwe (1962)

Nicolaas Jouwe (24 november 1923 – Jakarta, 16 september 2017) was een Papoealeider die in 1961 tot vicevoorzitter van de Nieuw-Guinea Raad in toenmalig Nederlands-Nieuw-Guinea werd gekozen.
Aangezien de voorzitter een koloniaal bestuurder uit Nederland was, was Jouwe de hoogstgeplaatste Papoea in de kolonie. Zijn leiderschap was echter van korte duur, want in oktober 1962 werd de Nederlandse kolonie overgedragen aan de Verenigde Naties onder de zogenaamde United Nations Temporary Executive Authority, die echter in mei 1963 het gezag al overdroeg aan Indonesië. Jouwe verruilde uit protest zijn vaderland voor een rijtjeshuis in Delft, waar hij tot 2010 in ballingschap zou wonen.
In oktober 2008 werd bij de IKON de documentaire Koning zonder land uitgezonden over Jouwe. In deze documentaire van Babette Niemel hield Jouwe nog vol dat hij nooit terug zou keren naar Nieuw-Guinea zolang het land onder Indonesisch bestuur viel. In januari 2009 kreeg hij echter een uitnodiging van de Indonesische regering voor een bezoek aan het land, die hij aanvaardde. In maart 2009 bezocht Jouwe voor het eerst in bijna vijftig jaar zijn geboortegrond, samen met zijn zoon Nico en dochter Nancy. Over deze reis maakte dezelfde regisseur de vervolgdocumentaire Land zonder koning.
In zijn hoedanigheid van vicevoorzitter presenteerde Jouwe de door hem ontworpen Morgenstervlag voor Westelijk Nieuw Guinea.
In 2010 ging Jouwe definitief terug naar zijn geliefde Nieuw-Guinea om er te sterven. Uiteindelijk bleef hij echter in Jakarta, waar hij na zeven jaar stierf op 93-jarige leeftijd. Pas na zijn dood voltooide hij de thuisreis, om in zijn geboortedorp Kayu Pulau te worden begraven.